# مكرونة بشاميل

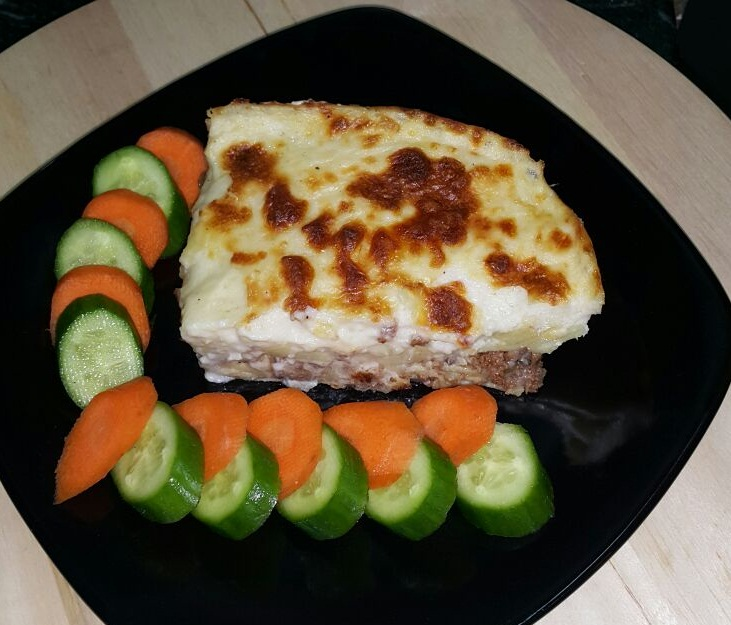
مكرونة بالبشاميل بالطريقة المصرية

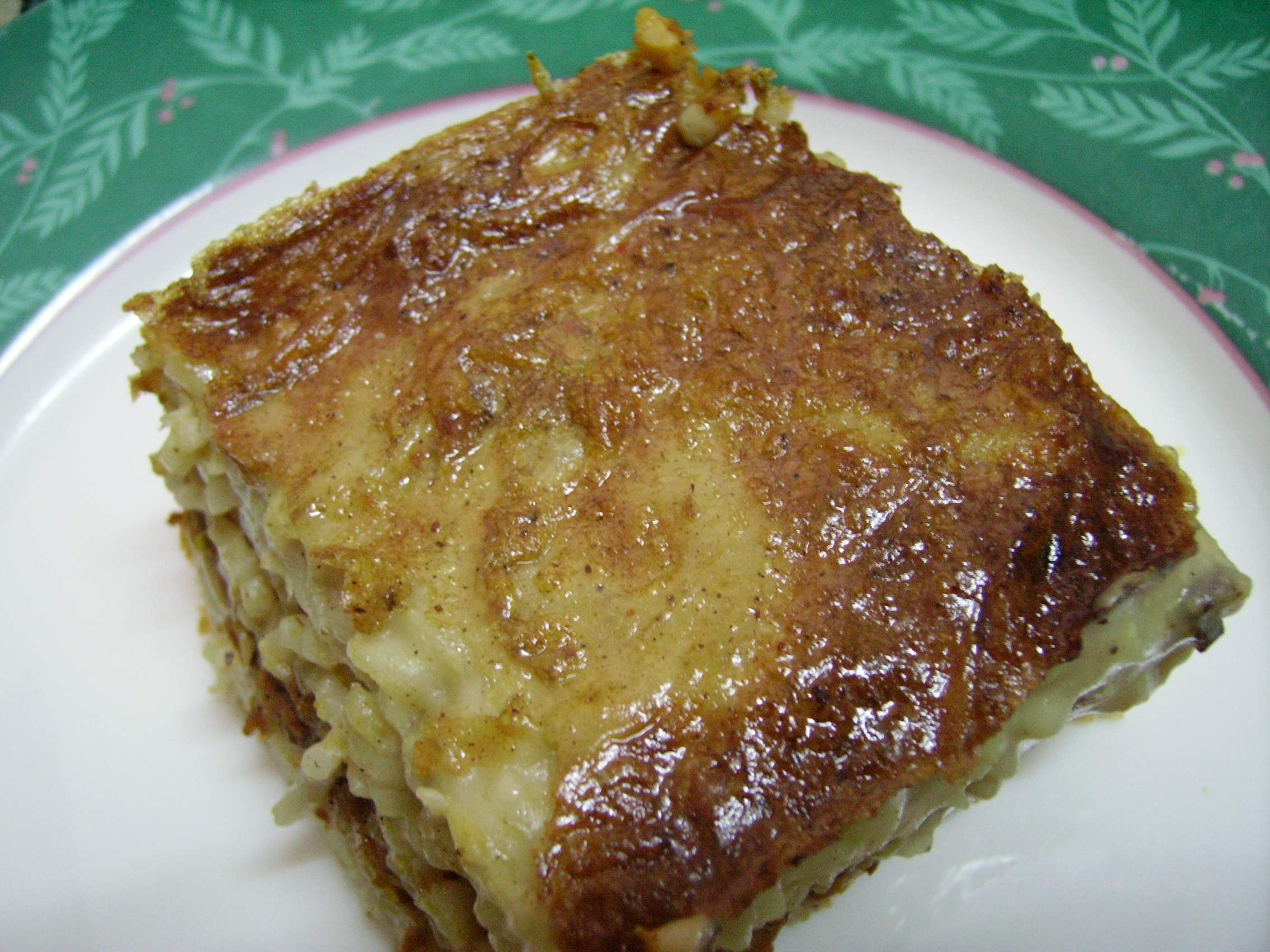
قطعة من المكرونة بالبشاميل

مكرونة بشاميل (باليونانية: παστίτσιο، نقحرة: باستيتشيو) هو طبق من المطبخ المصري يحتوي على مكرونة أساسًا بالإضافة إلى اللحم مفروم (الضان غالباً) وصلصة البشاميل المصرية وهو نوع من طبق المكرونة المصرية الذي يدعى ( pasticcio di pasta،: باستيتشيو دي باستا).
وقبل وجود المكرونة بالطريقة الايطالية وجدت في مصر مكونات اخرى مصنوعة من نفس عجينة المكرونة تعرف باسم مخروطة او قادوسية ومازالت موجودة ومستخدمة في مصر، وتقدم المخروطة والقادوسية في مصر كألة حادقة بالصلصة او كتحلية بالعسل او السكر مع إضافة اللبن والمكسرات.

## التأصيل
بعود أصل الكلمة باستيتشيو إلى كلمة «باستا» التي تعني المكرونة. الباستيتشيو اليوناني يدعى في قبرص «makaronia tou fournou» أو «مكرونيا تو فورنو» ويدعى في مصر معكرونة الباشاميل ويوجد في مالطة نوع يدعى تِمبانا.

## تاريخ
اخترع الباسيتسيو اليوناني الشيف اليوناني نيكولاوس تسليمنتس (بالكتابة اللاتينية : Nikólaos Tselementés) (1878 - 1958) الذي تعلم الطبخ في فرنسا. وهو أيضًا مؤلف كتاب الطبخ اليوناني الأكثر شهرة، «الطبخ اليوناني» الذي نُشر عام 1910.
كان تسليمنتس يُنظر إليه في عالم الطهي على أنه طاهٍ عظيم ومُحدِّث للمطبخ اليوناني التقليدي. وبفضله تعلم اليونانيون تحضير البشاميل وبيروجكي والبوليابيس الفرنسية (bouillabaisse).

## المكونات والتحضير
لتحضير الباستيتشيو اليوناني، يجب جمع كل مكونات الباستيتشيو اللازمة وهي : المعكرونة الإيطالية من النوع بوكاتيني الخاصة بهذا الطبق، اللحم المفروم، صلصة الطماطم، القرفة، جوزة الطيب وغيرها من البهارات. ثم تُغطى المعكرونة بصلصة البشاميل.

## مصر
معكرونة البشاميل تأخذ اسمها عربياً من المكون الاساسي، صلصة البشاميل، لكن الاسم المعروف عالمياً باسم باستيتشيو (pastítsio) المأخوذ من الإيطالية (pasticcio)، وهو اسم لمجموعة مختلفة من الفطائر التي قد تكون مكوناتها الأساسية أما لحم أو سمك أو معكرونة. الكثير من النسخ الإيطالية تملك طبقة عجين مخبوزة، والبعض يملك طبقة بشاميل.